# Tramwaje w Hanoi
Tramwaje w Hanoi − zlikwidowany system komunikacji tramwajowej w stolicy Wietnamu Hanoi. 
Tramwaje w Hanoi otwarto 10 listopada 1901. Na pięciu liniach kursowały 51 wagony. Długość tras wynosiła 29 km, w tym podmiejska linia do Hà Ðông. Tramwaje zlikwidowano w 1990. 